# Svaté Hory (národní přírodní park)
Národní přírodní park Svaté Hory (ukrajinsky Святі Гори національний природний парк) je chráněné území v Doněcké oblasti na východní Ukrajině. Národní park byl vyhlášen 13. února 1997 dekretem ukrajinského prezidenta č. 135/97 k ochraně zalesněné krajiny kolem křídových útesů a říčních teras vinoucích se podél Severního Doňce. 
V roce 2022 byly lesy národního parku ohroženy lesními požáry vzniklými v důsledku bojů o Severní Doněc během ruské invaze na Ukrajinu.

## Klima a ekoregion
Klima Svatých Hor odpovídá vlhkému kontinentálnímu podnebí s teplými léty, v Köppenově klasifikaci podnebí řazeného do pásma Dfb. Charakteristickými podmínkami jsou velké denní i sezónní změny teploty, s mírnými léty a chladnými, sněhovými zimami.
Park leží v ekoregionu pontsko-kaspické stepi, travnatého pásu táhnoucího se západně z Rumunska až do oblasti jižního Uralu.

## Flóra a fauna
Více než 91 % krajiny parku je zalesněno, s dalšími 2,5 % bažinatého porostu olší a vrb a 1,5 % polních luk. Přítomna je velká druhová biodiverzivita flóry i fauny, s více než jednou třetinou všech druhů žijících na území Ukrajiny.
V opadavých lesích zejména na levém břehu Severního Doňce rostou 90–110leté duby, jasany, lípy a javory. Nejníže položené terasy mají převážně písčitý charakter se vzrostlými borovicemi. Tento lesní typ je ve stepích vzácný a jeho existence umožněna zejména díky hornatému profilu krajiny a zásobárnám přírodní vody. Škála bylinných druhů odpovídá charakteru stepi. V lesích bylo pozorováno 943 druhů rostlin, řady reliktních (křídových) a endemitních (evidováno 20) druhů.
Ve vodních tocích bylo popsáno 40 druhů ryb, v krajině pak přes 200 ptačích, 10 plazích a 48 savčích druhů. V lesích žijí predátoři včetně lišky, kuny a vlka.

## Turismus
Přibližně 85 % plochy národního přírodního parku je zpřístupněno k rekreačním účelům – turistice a kempování na určených stanovištích. Pouze do 6,5 % parku je vstup veřejnosti zakázán pro ochranu přírodního bohatství včetně květeny a živočichů.

## Galerie

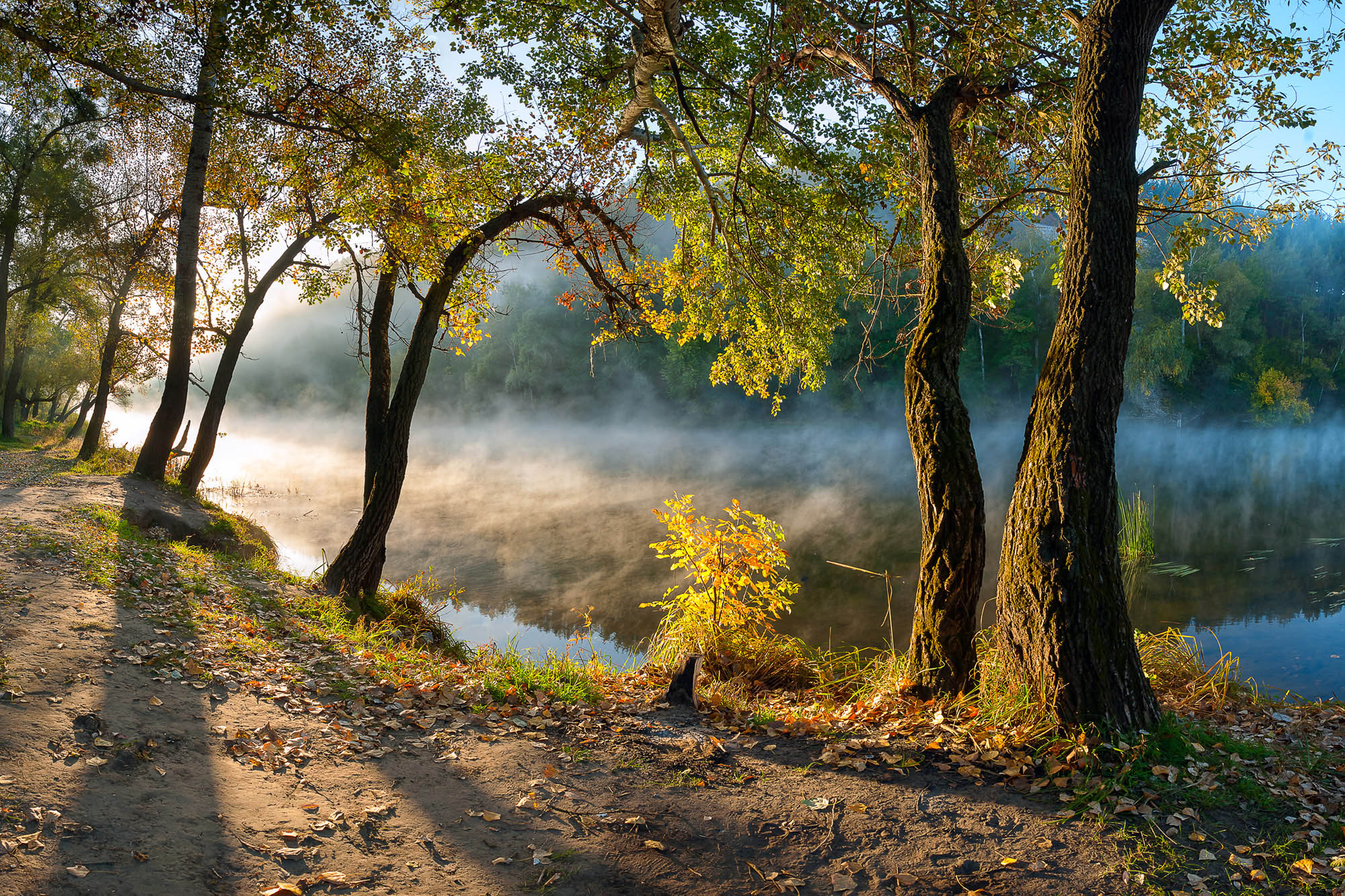
Podzim ve Svatých Horách
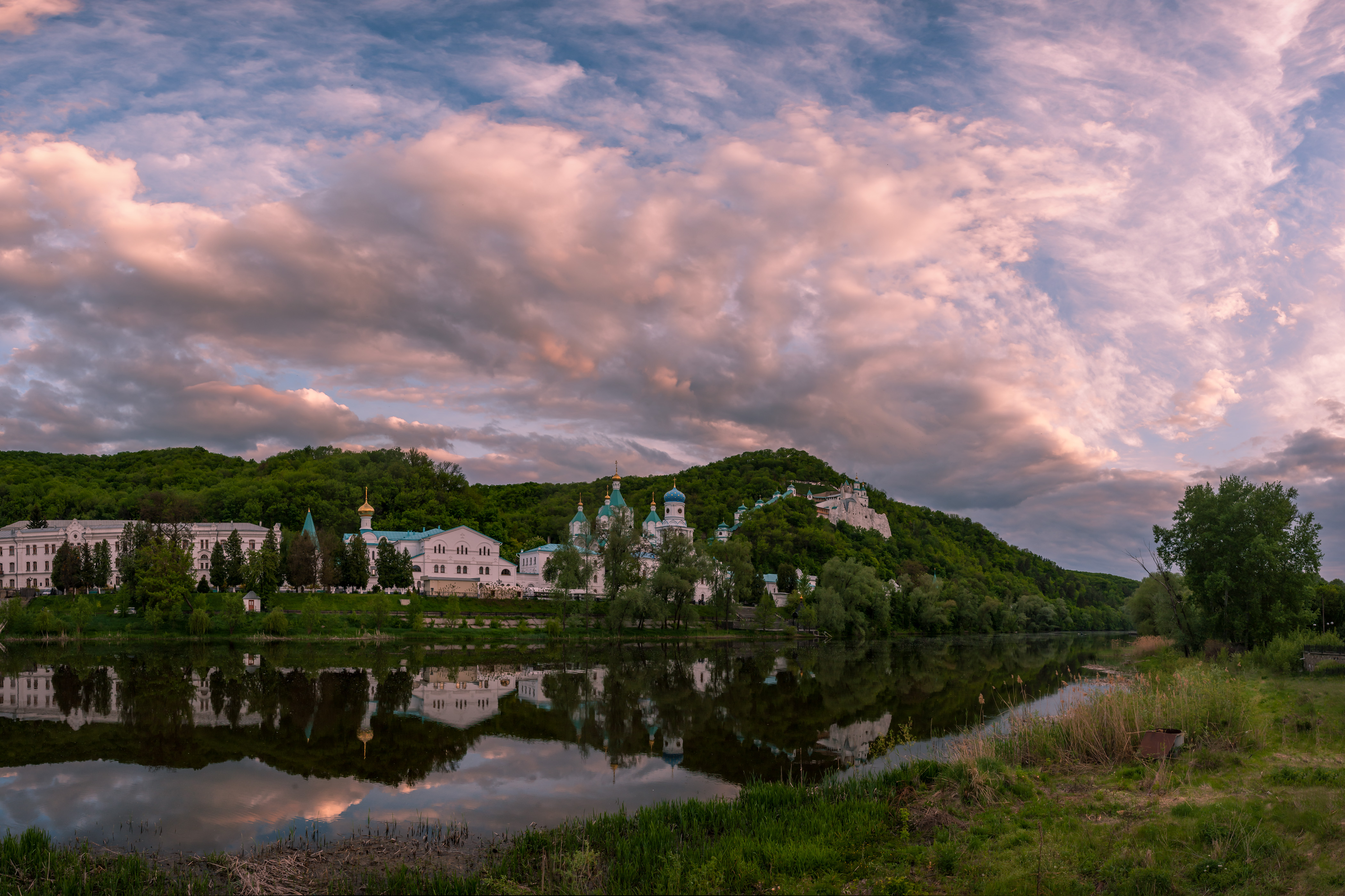
Klášterní komplex Svjatohirská lávra
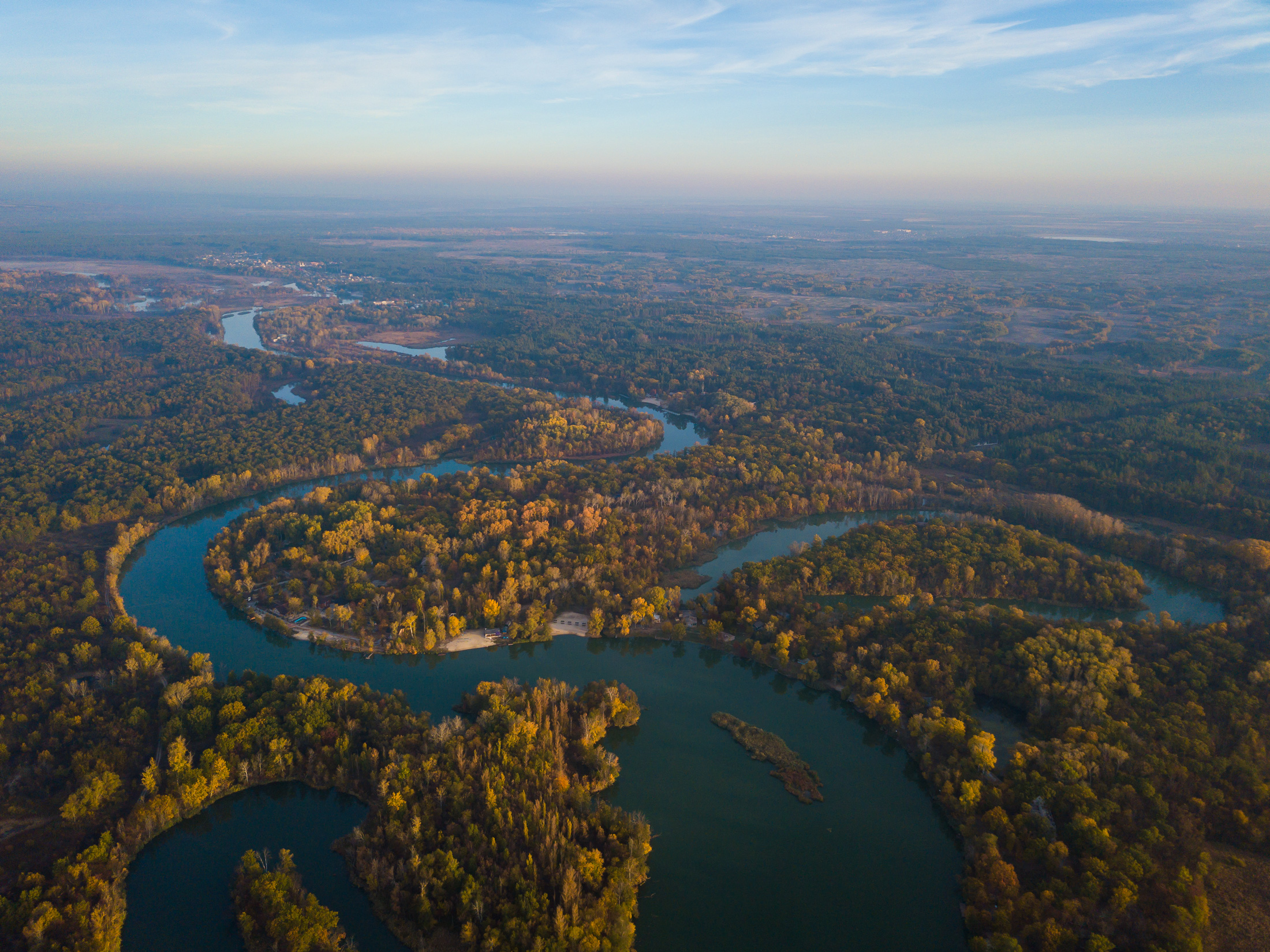
Krajina Svatých Hor s meandry